# Ghost Voo
Ghost Voo er en halvelektronisk duo startet i København i 1998, som har udgivet 2 plader på det Århusianske pladeselskab Morningside Records. Duoen består af Søren Voo (samples, trommer, beats, keyboard) og Miwer Voo (guitar, bas, Zither, Klockenspiel, mandolin, banjo, keyboard, sang)
Ghost Voo spiller en genre som er en blanding af electronica, postrock og alternativ rock med inspirationskilder i bl.a. Cluster, Neu, To Rococo Rot, Joy Division, New Order, Rolling Stones, Tarwater, Lali Puna, Kreidler, , Papa M, Velvet Underground, The Pastels, 18th Dye, Blondie, Kraftwerk, Piano Magic, Broadcast, Pram, osv.
Musikken er ofte bygget op over elektroniske beats med 2 uafhængige basspor der lægger en mere varm tone i lydbilledet. Musikken er også præget af mange stemningsmættede lyde der er med til at knække numrene lidt og tager dem lidt væk fra den mere almindelige mainstream radiovenlige popgenre.

## Diskografi
- Ghost Voo, 2000
- Greetings from Ghost Voo, 2001